# Maserati Shamal
Maserati Shamal – samochód sportowy klasy średniej produkowany przez włoską markę Maserati w latach 1989 - 1996.

## Historia i opis modelu

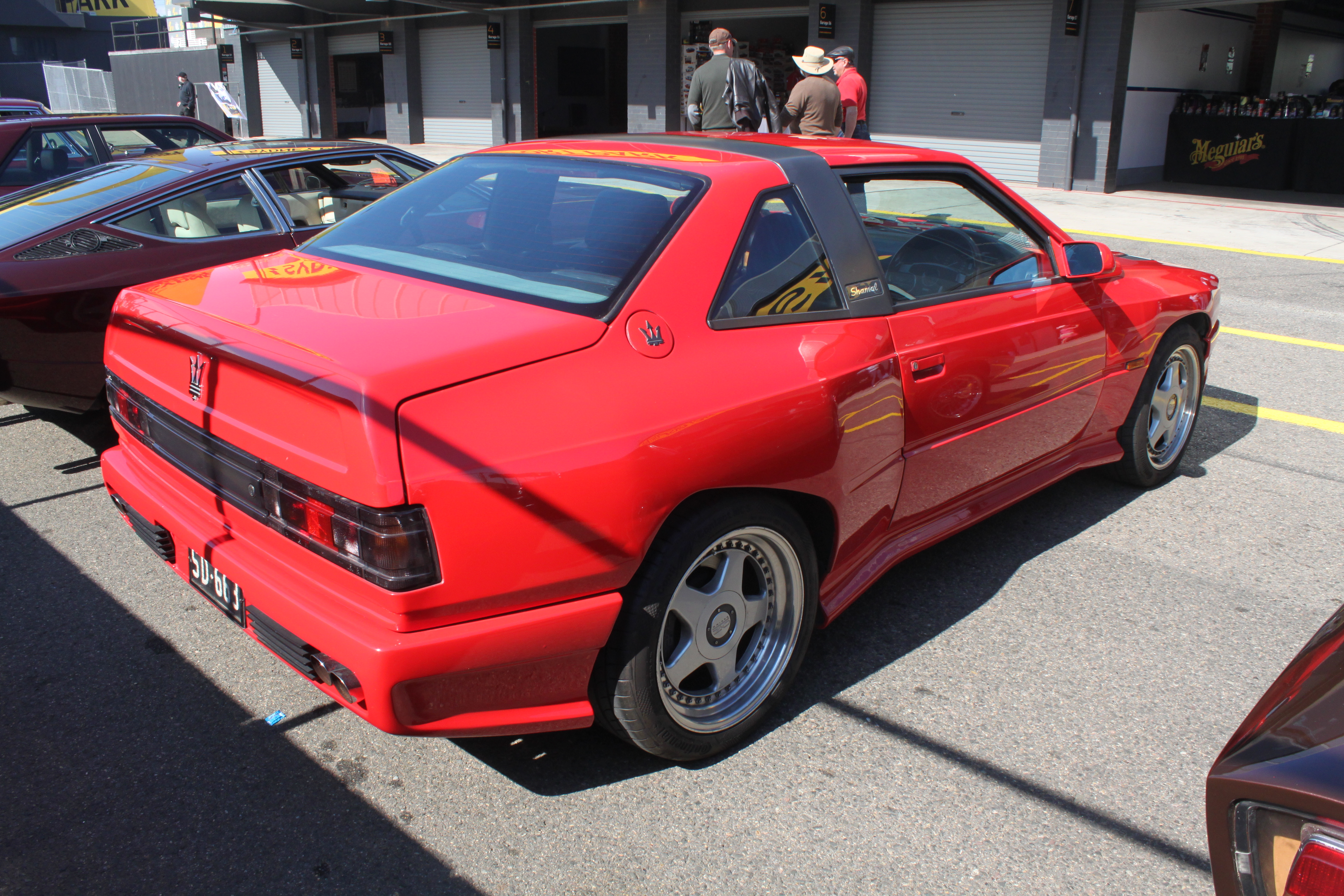
Maserati Shamal - tył

Nazwano go shamal na cześć gorącego, letniego wiatru wiejącego na pustynnych przestrzeniach Mezopotamii. Zaprojektował go sam Marcello Gandini, który zasłynął poprzez zaprojektowanie Lamborghini Countacha.
Shamala napędza umieszczony z przodu, 3,2-litrowy silnik V8 osiągający dzięki dwóm turbosprężarkom moc 326 KM. Sprzężono go z sześciostopniową manualną skrzynią biegów i aktywną kontrolą zawieszenia. System ten reguluje zawieszenie każdego koła z osobna w zależności od prędkości, stanu nawierzchni czy wybranego poziomu resorowania.
Ostatni Shamal zszedł z taśmy produkcyjnej w 1996 roku jako egzemplarz oznaczony numerem 369.

### Dane techniczne
Źródło:

### Silnik
- V8 3,2 l (3217 cm³), 4 zawory na cylinder, DOHC
- Dwie turbosprężarki IHI
- Układ zasilania: wtrysk
- Średnica cylindra × skok tłoka: 80,00 mm × 80,00 mm
- Stopień sprężania: 7,5:1
- Moc maksymalna: 326 KM (240 kW) przy 6000 obr./min
- Maksymalny moment obrotowy: 432 N•m przy 3000 obr./min

### Osiągi
- Przyspieszenie 0-100 km/h: 5,3 s
- Czas przejazdu pierwszego kilometra: 24,9 s
- Prędkość maksymalna: 270 km/h